# Гайдамацький курінь
Гайдама́цький ку́рінь — назва певного виду українських військових іррегулярних добровольчих формувань (батальйонів), утворених 1917 року патріотично настроєними офіцерами-українцями російської імператорської армії, головним чином, з військовослужбовців українізованих військових частин та навчальних закладів російської армії з метою утворення та захисту Української Народної Республіки; назва формувань та їх вояків («гайдама́ки») походить від назви українських козаків-повстанців 18-го століття — «гайдамаки».
Перший гайдамацький курінь почав формуватися в Одесі у червні 1917 року.
22 листопада 1917 року генеральний секретар у військових справах УНР Симон Петлюра видав наказ про повну українізацію військ Південно-Західного та Румунського фронтів, а також запасних полків гарнізонів України, та про формування в них на добровільних засадах гайдамацьких куренів.
Гайдамацькі курені та об'єднання куренів — гайдамацькі коші — були створені в Києві, Катеринославі (нині м. Дніпро), Одесі, Олександрівську (нині м. Запоріжжя), а також на фронтах та в тилових гарнізонах, в тому числі за межами України. Курені мали різну чисельність.
Вояки-українці 1-го піхотного Фінляндського полку (Північний фронт) одними з перших зорганізувались у гайдамацький курінь (1600 піхотинців і 400 шабель) під командою сотника Пустовіта. Курінь пробився з боями в Україну і в січні 1918 року влився до 1-го українського козацького полку імені Богдана Хмельницького.
Найвідоміші «гайдамацькі» формування 1917 року, які згодом увійшли до складу Армії Української Народної Республіки, це: Гайдамацький кіш Слобідської України, на основі якого в березні 1918 року було створено 3-й Гайдамацький піхотний полк отамана Волоха, та Гайдамацький кінний полк імені Костя Гордієнка.
Вояки двох гайдамацьких куренів мали характерну («козацьку») форму військового одягу та в залежності від кольору його оздоблення називались «червоними гайдамаками» чи «чорними гайдамаками». Деякі вояки мали чуби у формі стародавніх козацьких «оселедців».
Гайдамацькі курені брали участь у перших збройних сутичках з червоногвардійськими загонами більшовиків у період з листопада 1917 до лютого 1918 року, потім 3-й Гайдамацький полк у березні—квітні 1918 року в авангарді наступаючих союзників (німецької та австро-угорської армії) звільняв територію Української Народної Республіки від більшовиків та охороняв кордон на сході України.